# Mand og mand imellem
Mand og mand imellem er en amerikansk film fra 1947. Filmen er baseret på Laura Z. Hobsons roman af samme navn.

## Plot
Filmen handler om en journalist (Gregory Peck), der går undercover som en jøde for at efterforske i antisemitisme i New York og de rige samfund i Darien, Connecticut.